# Jacques Lemaire
Jacques Gerard Lemaire, född 7 september 1945 i LaSalle, Québec, är en kanadensisk före detta centerforward som spelade för Montreal Canadiens i NHL mellan 1967 och 1979. Han har även varit huvudtränare för Montreal Canadiens, New Jersey Devils och Minnesota Wild i NHL.

## Karriär
Under sina 12 säsonger som spelare i NHL gjorde Jacques Lemaire 366 mål och 469 assists för totalt 835 poäng på 853 grundseriematcher.
Lemaire har vunnit Stanley Cup 11 gånger, åtta gånger som spelare för Montreal Canadiens: 1968, 1969, 1971, 1973, 1976, 1977, 1978 och 1979. Han vann även sin nionde och tionde med Canadiens, 1986 och 1993, men då som assisterande General Manager.
Lemaire var huvudtränare för Canadiens mellan 1983 och 1985 och förde laget till slutspel två år i rad. Lemaire blev utsedd som ny huvudtränare för New Jersey Devils 1993–94 och ledde laget mellan 1993 och 1998 där han lyckades vinna Stanley Cup för en elfte gång sitt andra år i organisationen, 1994–95. Han har även varit huvudtränare i Minnesota Wild från 19 juni 2000 till 11 april 2009. Lemaire kom tillbaka som huvudtränare en andra period i Devils 2009–10 och 2010–11.
Hans tränarstil är först och främst inriktad på defensiven och Lemaire och Devils är väl sammankopplade till den defensiva hockeystrategin "Neutral zone trap". Han gillar att ändra i kedjorna under spelets gång och att man har en roterande ledare inom spelartruppen. Lemaire hade det så i Wild när han tränade laget och där var spelarna kapten en månad var.
Jacques Lemaire blev invald till Hockey Hall of Fame 1984.

## Statistik

### Klubbkarriär
|         |                             |      |         | Grundserie | Grundserie | Grundserie | Grundserie | Grundserie |     | Slutspel | Slutspel | Slutspel | Slutspel | Slutspel |
| Säsong  | Lag                         | Liga | Matcher | Mål        | Assists    | Poäng      | Utv.       | Matcher    | Mål | Assists  | Poäng    | Utv.     |          |          |
| 1963–64 | Canadien junior de Montréal | OHA  | 42      | 25         | 30         | 55         | 0          | 0          | 0   | 0        | 0        | 0        |          |          |
| 1964–65 | As de Québec                | AHL  | 1       | 0          | 0          | 0          | 0          | —          | —   | —        | —        | —        |          |          |
| 1964–65 | Canadien junior de Montréal | OHA  | 56      | 25         | 47         | 72         | 0          | 0          | 0   | 0        | 0        | 0        |          |          |
| 1965–66 | Canadien junior de Montréal | OHA  | 48      | 41         | 52         | 93         | 69         | 0          | 0   | 0        | 0        | 0        |          |          |
| 1966–67 | Houston Apollos             | CPHL | 69      | 19         | 30         | 49         | 19         | 6          | 0   | 1        | 1        | 0        |          |          |
| 1967–68 | Montreal Canadiens          | NHL  | 69      | 22         | 20         | 42         | 16         | 13         | 7   | 6        | 13       | 6        |          |          |
| 1968–69 | Montreal Canadiens          | NHL  | 75      | 29         | 34         | 63         | 29         | 14         | 4   | 2        | 6        | 6        |          |          |
| 1969–70 | Montreal Canadiens          | NHL  | 69      | 32         | 28         | 60         | 16         | —          | —   | —        | —        | —        |          |          |
| 1970–71 | Montreal Canadiens          | NHL  | 78      | 28         | 28         | 56         | 18         | 20         | 9   | 10       | 19       | 17       |          |          |
| 1971–72 | Montreal Canadiens          | NHL  | 77      | 32         | 49         | 81         | 26         | 6          | 2   | 1        | 3        | 2        |          |          |
| 1972–73 | Montreal Canadiens          | NHL  | 77      | 44         | 51         | 95         | 16         | 17         | 7   | 13       | 20       | 2        |          |          |
| 1973–74 | Montreal Canadiens          | NHL  | 66      | 29         | 38         | 67         | 10         | 6          | 0   | 4        | 4        | 2        |          |          |
| 1974–75 | Montreal Canadiens          | NHL  | 80      | 36         | 56         | 92         | 20         | 11         | 5   | 7        | 12       | 4        |          |          |
| 1975–76 | Montreal Canadiens          | NHL  | 61      | 20         | 32         | 52         | 20         | 13         | 3   | 3        | 6        | 2        |          |          |
| 1976–77 | Montreal Canadiens          | NHL  | 75      | 34         | 41         | 75         | 22         | 14         | 7   | 12       | 19       | 6        |          |          |
| 1977–78 | Montreal Canadiens          | NHL  | 76      | 36         | 61         | 97         | 14         | 15         | 6   | 8        | 14       | 10       |          |          |
| 1978–79 | Montreal Canadiens          | NHL  | 50      | 24         | 31         | 55         | 10         | 16         | 11  | 12       | 23       | 6        |          |          |
|         | NHL totalt                  |      | 853     | 366        | 469        | 835        | 217        | 145        | 61  | 78       | 139      | 63       |          |          |

### Tränarstatistik
| Team  | Year    | Grundserie | Grundserie | Grundserie | Grundserie | Grundserie | Grundserie | Grundserie      | Stanley Cup               |
| Team  | Year    | M          | V          | F          | O          | ÖT         | P          | Position        | Resultat                  |
| ----- | ------- | ---------- | ---------- | ---------- | ---------- | ---------- | ---------- | --------------- | ------------------------- |
| MTL   | 1983–84 | 17         | 7          | 10         | 0          | —          | 75         | 4:a i Adams     | Förlorade i tredje rundan |
| MTL   | 1984–85 | 80         | 41         | 27         | 12         | —          | 94         | 1:a i Adams     | Förlorade i andra rundan  |
| NJ    | 1993–94 | 84         | 47         | 25         | 12         | —          | 106        | 2:a i Atlantic  | Förlorade i tredje rundan |
| NJ    | 1994–95 | 48         | 22         | 18         | 8          | —          | 52         | 2:a i Atlantic  | Vann Stanley Cup          |
| NJ    | 1995–96 | 82         | 37         | 33         | 12         | —          | 86         | 6:a i Atlantic  | Missade slutspel          |
| NJ    | 1996–97 | 82         | 45         | 23         | 14         | —          | 104        | 1:a i Atlantic  | Förlorade i andra rundan  |
| NJ    | 1997–98 | 82         | 48         | 23         | 11         | —          | 107        | 1:a i Atlantic  | Förlorade i första rundan |
| MIN   | 2000–01 | 82         | 25         | 39         | 13         | 5          | 68         | 5:a i Northwest | Missade slutspel          |
| MIN   | 2001–02 | 82         | 26         | 35         | 12         | 9          | 73         | 5:a i Northwest | Missade slutspel          |
| MIN   | 2002–03 | 82         | 42         | 29         | 10         | 1          | 95         | 3:a i Northwest | Förlorade i tredje rundan |
| MIN   | 2003–04 | 82         | 30         | 29         | 20         | 3          | 83         | 5:a i Northwest | Missade slutspel          |
| MIN   | 2005–06 | 82         | 38         | 36         | —          | 8          | 84         | 5:a i Northwest | Missade slutspel          |
| MIN   | 2006–07 | 82         | 48         | 26         | —          | 8          | 104        | 2:a i Northwest | Förlorade i första rundan |
| MIN   | 2007–08 | 82         | 44         | 28         | —          | 10         | 98         | 1:a i Northwest | Förlorade i första rundan |
| MIN   | 2008–09 | 82         | 40         | 33         | —          | 9          | 89         | 3:a i Northwest | Missade slutspel          |
| Total | Total   | 1131       | 540        | 414        | 124        | 53         |            |                 |                           |